# Felső-Zala vármegye
Felső-Zala vármegye vagy Felső-Zala megye közigazgatási egység volt a Magyarországi Tanácsköztársaság idején az ország nyugati, délnyugati részében. Területe ma Magyarország része.

## Földrajz
A vármegyét északon Vas vármegye és Veszprém vármegye, keleten Veszprém vármegye, délen Alsó-Zala vármegye határolták.

## Történelem
Felső-Zala vármegye létrehozása nagyrészt Zalaegerszeg és Nagykanizsa több évszázadra visszamenő vetélkedésének, pontosabban Nagykanizsa megyeszékhelyi ambícióinak volt a következménye 1919-ben a Magyarországi Tanácsköztársaság idején. Landler Jenő a Forradalmi Kormányzótanács belügyi népbiztosa – aki maga is Nagykanizsán végezte középiskolai tanulmányait – 1919. április 10-én kelt határozatával választotta ketté Zala vármegyét és hozta létre Alsó-Zala és Felső-Zala vármegyéket, előbbit Nagykanizsa, míg utóbbit Zalaegerszeg székhellyel. A tanácskormány bukását követően Alsó-Zala és Felső-Zala vármegyéket megszüntették és Zala vármegyét újraegyesítették.

## Lakosság
A vármegye összlakossága 1910-ben 171.191 személy volt, ebből:
- 98,5% magyar
- 1% német

Zala vármegye kettéosztásával a megye lakosságának mintegy 63 százaléka Alsó-Zala vármegyéhez, míg 37 százaléka Felső-Zala vármegyéhez került. Ezzel a lépéssel Alsó-Zala vármegyében Zala vármegyéhez képest arányaiban csökkent a magyarok és nőtt a horvátok aránya az összlakosságon belül. Ezzel szemben Felső-Zala vármegye csaknem teljesen homogén magyar nemzetiségű megyévé vált.

## Közigazgatás
1. Novai járás (Nova)
2. Sümegi járás (Sümeg)
3. Tapolcai járás (Tapolca)
4. Zalaegerszegi járás (Zalaegerszeg)
5. Zalaszentgróti járás (Zalaszentgrót)
6. Balatonfüredi járás (Balatonfüred, 1908-ban alakult)[3]